# Vezzano Ligure
Vezzano Ligure (ligur nyelven Vessan, V'zan vagy Vesàn) település Olaszországban, Liguria régióban, La Spezia megyében. Lakosainak száma 7131 fő (2023. január 1.). Vezzano Ligure Arcola, Bolano, La Spezia, Santo Stefano di Magra, Follo és Sarzana községekkel határos.

## Népesség
A település lakossága az elmúlt években az alábbi módon változott:
| Lakosok száma | 7337 | 7320 | 7131 |
|               | 2017 | 2018 | 2023 |